# Platybrotica
Platybrotica là một chi bọ cánh cứng trong họ Chrysomelidae.
Chi này được miêu tả khoa học năm 2004 bởi Cabrera & Cabrera Walsh.

## Các loài
Chi này gồm các loài:
- Platybrotica misionensis Cabrera & Cabrera Walsh, 2004